# Junonia constricta
Junonia constricta är en fjärilsart som beskrevs av Felder 1867. Junonia constricta ingår i släktet Junonia och familjen praktfjärilar. Inga underarter finns listade i Catalogue of Life.